# Romeins Griekenland
Het tijdvak dat wordt aangeduid  met  Romeins Griekenland beslaat de periode in de Griekse geschiedenis tussen de 2e eeuw v.Chr. en de 4e eeuw n.Chr., waarin het Romeinse Rijk heerste over het grondgebied van het huidige Griekenland. Politiek-militair begint deze periode door de Romeinse verovering van Macedonië en de aan haar onderworpen Griekse poleis tijdens de Macedonische Oorlogen.

## Romeinse verovering
In een oorlog tegen Macedonië, dat door Syrië werd gesteund, riepen de staten Pergamon, Athene en Rhodos, die de heerschappij van Macedonië beu waren, de hulp in van de Romeinen. In 197 v.Chr. behaalde de Romeinse consul Flaminius de overwinning en één jaar later kondigde hij onder groot gejubel op de Isthmische Spelen van Korinthe af, "dat de Grieken voortaan vrij zouden zijn".
In 168 v.Chr. moest Macedonïë opnieuw Rome als meerdere erkennen, toen het door consul Lucius Aemilius Paulus Macedonicus werd verslagen bij Pydna, een havenstad ten zuidwesten van Thessaloníki. Wéér braken er daarna opstanden uit, met als gevolg dat Macedonië tot een Romeinse provincie werd gemaakt.
Als straf voor een Griekse opstand gaf de Senaat in 146 v.Chr. consul Mummius de opdracht de rijke handelsstad Korinthe te verwoesten; heel Griekenland werd bij de provincia Macedonia gevoegd.

## Romeinse overheersing
Ondanks hun militaire overwicht, bleven de Griekse taal en cultuur grotendeels in stand, in tegenstelling tot andere gebieden onder Romeinse heerschappij die een vergaande Romanisering ondergingen. Er vond wel een grootschalige culturele uitwisseling plaats tussen Grieken en Romeinen, onder meer op gebied van wetenschap, wijsbegeerte en literatuur. De taal van bestuur en het recht werd Latijn, maar de voertaal bleef overwegend Grieks (Koinè).

## Van Romeins naar Byzantijns
Het zwaartepunt van het Romeinse Rijk verschoof in de 4e eeuw n.Chr. door de omvorming van de Griekse nederzetting Byzantion aan de Bosporus tot Nova Roma (Nieuw-Rome). Al snel werd deze nieuwe hoofdstad, waarheen de belangrijkste bestuursorganen van het rijk werden verhuisd, bekend als Constantinopel, genoemd naar keizer Constantijn de Grote die tot de verplaatsing had besloten. In de loop van de 4e eeuw verviel het westelijk deel van het Romeinse Rijk (dat sinds in 395 een eigen keizer had), waar de Romeinen de controle over hun provincies verloren door onder meer de onstuitbare inwijking van woongebiedzoekende Germaanse stammen. Historici plaatsen in 395 de splitsing van het rijk in een westelijk Latijns deel en een oostelijk Grieks deel (Byzantijnse Rijk). Vooral sinds keizer Herakleios (610-641) die het Latijn van de Romeinen als officiële taal door Grieks vervangt begint de periode van het Byzantijnse Griekenland.